# Margarita (Santa Fe)
Margarita es una comuna argentina del departamento Vera en la provincia de Santa Fe. Está situada a 235 km de la capital provincial, Santa Fe de la Vera Cruz. La comuna fue creada el 24 de febrero de 1890.

## Población
Cuenta con 4,571 habitantes (Indec, 2022), lo que representa un incremento del 2% frente a los 4,347 habitantes (Indec, 2010) del censo anterior.
| Gráfica de evolución demográfica de Margarita entre 1991 y 2022 |
|                                                                 |
| Fuente: Censos nacionales del INDEC                             |

## Santo patrono
- San Roque. Su festividad se celebra el 16 de agosto

Las festividades llevadas a cabo son religiosas y comunales. Comienza el 7 de agosto con la fiesta a San Cayetano, patrono del trabajo, al ser una comunidad muy laboriosa y principalmente trabajadora de la tierra y los cultivos, esta fiesta tiene una grado de importancia como las siguientes. El 15 del mismo mes continúan con la veneración a la Virgen Morena, ubicado su oratorio al sur de la localidad, generalmente luego de la misa comienza la fiesta patronal en la plaza San Martín y esa noche realizan el baile en honor a su patrono San Roque. El 16 de agosto se realiza la procesión al santo patrono y posteriormente sigue la misa sumado a una tarde donde se realizan exposiciones de artesanías, comidas típicas y presentaciones artísticas acompañadas de música, bailes y actores.

## Personajes
- Rubén Ramírez, futbolista.
- Marcos René Maidana, boxeador.
- Emir Faccioli, futbolista.
- Roque Ramírez, futbolista.
- Daniel Pighín, exfutbolista y entrenador.

## Medios de Comunicación
- LRP747 Radio X 93.5 MHz.

## Equipos de fútbol
- Club Social y Deportivo Central Colonia
- Centro Social Sarmiento

## Parroquias de la Iglesia Católica en Margarita
| Diócesis  | Reconquista |
| --------- | ----------- |
| Parroquia | San Roque   |